# Lise Bourbeau
Lise Bourbeau, née le 14 février 1941, est une écrivaine canadienne spécialiste du développement personnel et l'auteure de best-sellers traduits dans le monde entier.

## Biographie
Née en 1941 à Québec au Canada. Formée en sciences humaines aux États-Unis[réf. nécessaire], elle s'interroge sur les malaises et les maladies qui empêchent d'accéder à un épanouissement personnel. Ancienne vendeuse, elle choisit d'éditer elle-même ses ouvrages et fonde la maison E.T.C (Écoute ton corps) en 1987. Lise Bourbeau propose dans ses guides (Les 5 Blessures qui empêchent d'être soi, Ecoute et mange, Ton corps dit aime-toi !) une philosophie du bien-être et de la connaissance de soi, typique de la mouvance spirituelle New Age mais contredite par la science.

### Risques sectaires
Lise Bourbeau est la fondatrice du mouvement Écoute ton corps, qui présente des risques sectaires selon la Mission interministérielle de vigilance et de lutte contre les dérives sectaires (Miviludes). Cet organisme de l'État français a traité douze saisines portant sur elle en 2020 et 2021. Dans son ouvrage Les 5 blessures qui empêchent d’être soi-même, elle fait le lien entre les blessures émotionnelles et l'apparence physique, ce qui ne repose sur aucune étude scientifique sérieuse.

## Thèmes développés
Lise Bourbeau développe divers thèmes à travers ses ouvrages, comme le développement personnel ou la psychologie.

## Publications
- Lise Bourbeau, La puissance de l'acceptation, Pocket, coll. « Pocket », 2017 (ISBN 978-2-266-26817-2).
- Lise Bourbeau, Les 5 blessures qui empêchent d'être soi-même, Pocket, coll. « Pocket », 2012 (ISBN 978-2-266-22948-7).
- Lise Bourbeau, Qui es-tu ?, Pocket, coll. « Pocket », 2022 (ISBN 978-2-266-32746-6).